# Aminah Robinson
Aminah Brenda Lynn Robinson (18. Februar 1940 – 22. Mai 2015) war eine amerikanische Künstlerin, die Black History durch Kunst repräsentierte.

## Leben
Robinson wurde am 18. Februar 1940 als Tochter von Leroy Edward Robinson und Helen Elizabeth Zimmerman-Robinson in Columbus, Ohio, geboren. Sie wuchs in der engen Gemeinschaft von Poindexter Village auf, eine der ersten staatlich finanzierten städtischen Wohnsiedlungen des Landes. Das Dorf sei „voll von schwarzen kulturellen Traditionen wie Geschichtenerzählen, Ehrfurcht vor den Älteren und Förderung der Kreativität“ gewesen. Geschichten aus der „black history“ wurden ihr schon in jungen Jahren erzählt, und sie wollte diese unbedingt mit ihrer Gemeinschaft und der Welt teilen. Robinsons Tante Annie, eine frühere Sklavin, erzählte ihr vom grausamen System der Sklaverei.
Die Familie spielte eine bedeutende Rolle bei der Bildung von Robinsons Identität. Sie wurde stark von ihren Eltern inspiriert, die beide Künstler waren. Ihr Vater ermutigte sie ab ihrem dritten Lebensjahr zum Zeichnen und gab ihr die Möglichkeit, von den Ältesten in der Gemeinde etwas über ihre Geschichte zu erfahren. Er bestand darauf, dass sie jeden Tag Musik hörte, Bücher las und sich künstlerisch betätigte.
Ihr Vater brachte ihr den Umgang mit Rohstoffen und Stoffresten bei, insbesondere die altmodische Methode des Kaninchenhautleims und das Arbeiten mit verschiedenfarbigen natürlichen Pigmenten. Er brachte ihr auch seine eigene Kreation einer schlammähnlichen Substanz namens HawgMawg bei, ein Medium, das sie oft in ihre Kunst einbezieht. Ihre Mutter lehrte sie Nähen und Weben.
Zeichnen und Malen war Robinsons „erste Ausdrucksmöglichkeit“. Sie begann erst mit fünf oder sechs Jahren zu sprechen, davor war Zeichnen ihr einziges Kommunikationsmittel. Mit neun Jahren beschäftigte sich Robinson bereits damit, „die Kultur [ihres] Volkes in Kunstwerke zu verwandeln und festzuhalten“, und seitdem widmet sie ihr Leben dieser Aufgabe. Sie notierte Informationen in Skizzenbüchern, Tagebüchern und Zeichnungen, um die Informationen zu bewahren, die ihrer Arbeit zugrunde liegen.
Robinson erhielt ihre formelle Kunstausbildung von 1957 bis 1960 an der Columbus Art School (heute Columbus College of Art and Design). Sie lebte und arbeitete weiterhin in Columbus. Sie studierte auch Kunstgeschichte und Philosophie an der Ohio State University (1960 bis 1963), der Franklin University und dem Columbus’ Bliss College.
Robinson engagierte sich in den 1950er Jahren unermüdlich für die Bürgerrechtsbewegung und nahm 1963 am Marsch auf Washington teil, der sich für die Rechte der Afroamerikaner einsetzte.
Im Jahr 1964 heiratete sie Clarence Robinson und trennte sich im Jahr 1971. Das Paar hatte einen Sohn, der 1994 durch Suizid starb.
1974 kaufte sie ein Haus auf der East Side von Columbus, das ihr auch als Atelier diente.

## Werk
Robinsons Kunst ist immer „historisch oder geografisch“ verankert. Ihr vielfältiges Werk reicht von Zeichnungen und Holzschnitten bis hin zu komplexen Skulpturen. Ihre „Memory Maps“ (multimediale Konstruktionen aus applizierten Stoffbahnen) enthalten „die Idee und Symbole Afrikas – als Reservoir der Kultur, als Wohnort von Geistern und Inspiration für Formen und Bedeutungen, die die große transatlantische afrikanische Diaspora nach Amerika durchquert haben.“ Robinson illustrierte Kinderbücher, um die nächste Generation zu bestärken und zu erziehen. Sie kreierte auch RagGonNons, lange Stoffbahnen, die mit verschiedenen Materialien gefüllt sind. Der Titel RagGonNon spielt auf die extreme Länge an: das Stück geht immer weiter. Der größte RagGonNon war 118 Fuß lang und wog 200 Pfund. Bei einigen dauerte es Jahrzehnte, bis sie fertiggestellt waren. Die Arbeit am Water Street RagGonNon hat 25 Jahre gedauert und zeigt Afroamerikaner beim täglichen Leben in der Innenstadt von Columbus.
Robinson schuf Kunstwerke, um die Lücken in der Black history zu füllen, die während der Sklaverei entstanden. In ihrer Kunst geht es um die „afrikanische Erfahrung“ von „Rassismus und Diskriminierung“. Robinson verwandelte die Erfahrungen ihrer Vorfahren mit dem Leiden und der Beharrlichkeit der Schwarzen in Kunst. Im Mittelpunkt ihrer Arbeit stand Sankofa: ein afrikanisches Konzept, Informationen aus der Geschichte abzurufen, um Fortschritte für die Zukunft zu erzielen.

### Medien
Robinson hat unterschiedliche Materialien in ihre Arbeit einbezogen, darunter verschiedene Stoffe, Schlangenleder, Knöpfe, HowMawg und kommerzielles Kunstzubehör. HawgMawg ist ein skulpturales Material bestehend aus Schlamm, Schweinefett, Leim, Zweigen und Kalk, das ihren Skulpturen eine „versteinerte Qualität“ verleiht. Sie verwendete Perlen und Muscheln, um die Verbindung zur Black history zu demonstrieren, und fügte ihren RagGonNons Spieluhren hinzu, um sie zum Leben zu erwecken. Robinsons Verwendung von recycelten Materialien sei „ökologisch und praktisch“.

### Künstlerische Einflüsse
Robinson hatte eine „überlebensgroße Persönlichkeit“. Sie war stolz auf ihre Identität; Deidre Hamlar, die Co-Kuratorin des Columbus Museum of Art, sagte: „Als die meisten Schwarzen versuchten, sich zu assimilieren und sich anzupassen, war sie definitiv nicht diese Person.“
reund und Kollege Kojo Kamau von der ACE Gallery in Columbus ermutigte Robinson, nach Afrika zu reisen und Geld über die gemeinnützige Organisation Art for Community Expression zu sammeln, die speziell gegründet wurde, um Künstlern für Reisen nach Afrika zu finanzieren. Auf ihrer Reise nach Afrika im Jahr 1979 wurde Robinson von einem ägyptischen Geistlichen auf den Namen „Aminah“ (abgeleitet von Aamina, der Mutter des islamischen Propheten Muhamad) getauft. Im Jahr 1980 änderte sie ihren Namen amtlich, um diesen Vornamen hinzuzufügen. Robinson hatte das Gefühl, dass das Reisen „sie selbst und ihre Arbeit bereichert“.
Robinsons Hingabe zu ihrer Kunst beeinflusste jeden Aspekt ihres Lebens. Ihre Werkzeuge und Materisalien füllten Räume.

## Auszeichnungen
1984 erhielt Robinson den Ohio Governor’s Award für Bildende Kunst. Im Jahr 2004 erhielt sie den MacArthur Genius Grant für Volkskünstler. Das Stipendium würdigt Themen wie „Familie, Abstammung und die Größe einfacher Objekte in Zeichnungen, Gemälden und großformatigen Mixed-Media-Assemblagen“.

## Ausstellungen
Ihre Arbeiten wurden im Columbus Museum of Art, Tacoma Art Museum, und im Brooklyn Museum gezeigt. Vor der Retrospektive Symphonic Poem: The Art of Aminah Brenda Lynn Robinson im Columbus Museum of Art im Jahr 2002 war Robinson Teilnehmerin an fast zweihundert Einzel- und Gruppenausstellungen.

## Nachlass
Am 22. Mai 2015 starb Robinson an einer Herzkomplikation. Sie überließ ihr gesamtes Hab und Gut dem Columbus Museum of Art. Um ihre Arbeit weiterhin zu fördern, rief das Museum das „Aminah Robinson Legacy-Projekt“ ins Leben. Im Rahmen des Projekts verwandelte das Museum ihr Haus in eine Residenz für schwarze Künstler und Künstlerinnen.